# D-alanina 2-idrossimetiltransferasi
La D-alanina 2-idrossimetiltransferasi è un enzima appartenente alla classe delle transferasi, che catalizza la seguente reazione:
5,10-metilenetetraidrofolato + D-alanina + H2O ⇄ tetraidrofolato + 2-metilserina
L'enzima agisce anche sulla 2-idrossimetilserina.